# 京都B級グルメ殺人シリーズ
『京都B級グルメ殺人シリーズ』（きょうとビーきゅうグルメさつじんシリーズ）は、1997年から2001年までテレビ朝日系「土曜ワイド劇場」で放送されたテレビドラマシリーズ。全3回。主演は渡辺えり子。

## キャスト
第1作「京都B級グルメ殺人事件帖」（1997年）
- 松尾ふく子（食堂の経営者） - 渡辺えり子
- 松尾文吉（ふく子の再婚相手・元刑事） - 芦屋雁之助
- 後藤隆治（KG食品株式会社社長） - 峰岸徹
- 山岸俊三（暴力団幹部） - 南條豊
- 松尾京平（文吉の息子） - 今井雅之
- 六島沙織（強盗の人質になっていた女） - 網浜直子
- 笠原忠義（刑事） - 田山涼成
- 永井千鶴（スナックのママ） - 三島ゆり子
- 浅田葉子（ふく子が経営する食堂の従業員） - 松本麻希
- 大和田卓也（沙織の婚約者） - 武発史郎
- 村川（刑事） - 土屋良太
- ラブホテルの従業員 - 宮本毬子
- 手塚邦夫の知人 - 谷口高史
- 暴力団組員 - 河本忠夫
- 郵便局強盗 - 東田達夫
- 漬物屋の店員 - 鴨鈴女
- 仲野毅、山内勉、青木辰尚、金子珠美、松尾勝人、京舞子、塩見一之、大川裕子、岩崎正美

第2作「京都B級グルメ殺人マップ」（1999年）
- 大前田ルミ子（グリル・パッション経営者） - 渡辺えり子
- 今宮龍二（喫茶店『武野屋』店主） - 梅宮辰夫
- 香川隆一（京都東署の刑事係長） - 佐川満男
- 一橋忠幸（ルミ子が経営するグリル・パッションの客） - 風間トオル
- 五十嵐亮子（小暮美容整形病院の患者） - 三浦理恵子
- 小暮洋一（小暮美容整形病院の院長） - ベンガル
- 山崎明（ルミ子が経営するグリル・パッションの常連客） - 笹野高史
- 黒田雅美（小暮美容整形病院の看護婦） - 清水よし子
- 野呂四郎（ルミ子が経営するグリル・パッションの常連客） - 徳井優
- 中内良雄（ルミ子が経営するグリル・パッションの常連客） - 伊藤俊人
- 山岡典子（ルミ子が経営するグリル・パッションのウェイトレス） - 小牧芽美
- 浜田有里（小暮美容整形病院の看護婦） - 広岡由里子
- 島田邦夫（小暮洋一の知人） - 三上市朗
- 田所学（京都東署の刑事・香川の部下） - 樋口浩二
- 雅美のマンションの管理人 - 島村晶子
- 久野麻子、杉野康彦、藤本学、田村晶子、荒木優子、金子珠美、岡田朋子

第3作「京都B級グルメ殺人メニュー!」（2001年）
- 豊田ミツ子（料理屋『おばんざい』の経営者） - 渡辺えり子
- 豊田加代子 - 高田聖子
- 豊田民子（ミツ子の姑） - 絵沢萠子
- 九条由美子（高級料理店『九条』の女将） - 多岐川裕美
- 松山宗久 - 笹野高史
- 塚本啓介 - ラサール石井
- 竹田信三 - 徳井優
- 山際修（九条の顧問弁護士） - 上杉祥三
- 九条茂樹（由美子の夫） - 田中隆三
- 九条哲夫（高級料理店『九条』の先代の息子） - ひかる一平
- 伸一（高級料理店『九条』の先代の隠し子） - 斎藤歩
- 井上高志、三枝雄子、杉嶋美智子、押谷かおり、河野洋一郎、島村晶子、森久仁子、青樹英樹、松尾勝人、平井靖、都京助、大友淳、織平浩一、えもととしこ、加藤也朱雄、中川喜裕、美鷹健児

## スタッフ
- 脚本 - 田上雄、倉沢左知代、土屋保文
- 監督 - 岡屋龍一、都築一興
- 音楽 - 小六禮次郎
- プロデューサー - 辰野悦央、木村正人、森山浩一、深沢義啓、東浦陸
- 制作 - 朝日放送、松竹芸能

## 放送日程
| 話数 | 放送日         | サブタイトル                                                                                       | 脚本                | 監督     |
| ---- | -------------- | -------------------------------------------------------------------------------------------------- | ------------------- | -------- |
| 1    | 1997年11月15日 | 京都B級グルメ殺人事件帖 オムライスの謎 結婚式の鐘が逃亡犯を招き寄せる! 年の差夫婦探偵登場          | 田上雄              | 岡屋龍一 |
| 2    | 1999年03月06日 | 京都B級グルメ殺人マップ 肝っ玉女シェフと年下風来坊の路地裏グルメ探偵団 悪徳美容整形に泣いた美人OL! | 倉沢左知代 土屋保文 | 都築一興 |
| 3    | 2001年06月16日 | 京都B級グルメ殺人メニュー! 高級料亭スキャンダル連続殺人 京都－岡山女の旅 A級B級グルメ対決!         | 田上雄              | 都築一興 |